# Michael Kahn
Michael Kahn (* 8. Dezember 1930 New York City) ist ein US-amerikanischer Filmeditor, der vor allem durch seine über 40 Jahre anhaltende Zusammenarbeit mit Steven Spielberg bekannt ist.

## Karriere
Michael Kahn begann seine Laufbahn als Filmeditor mit Serien wie Ein Käfig voller Helden, seit Anfang der 1970er-Jahre arbeitet er an Kinofilmen. Beginnend mit Unheimliche Begegnung der dritten Art aus dem Jahr 1977 war er für den Schnitt in den meisten Filmen Steven Spielbergs verantwortlich. Er wurde mit drei Oscars für die Filme Jäger des verlorenen Schatzes, Schindlers Liste und Der Soldat James Ryan sowie fünf weiteren Nominierungen für Unheimliche Begegnung der dritten Art, Eine verhängnisvolle Affäre, Das Reich der Sonne, München und Lincoln bedacht.
Seit einigen Jahren arbeitet er mit der Editorin Sarah Broshar zusammen, die bei ihm alle Ausbildungsstationen durchlief.

## Filmografie (Auswahl)
- 1970: Ein Mann, den sie Pferd nannten (A Man Called Horse)
- 1974: Freie Fahrt ins Jenseits (Black Belt Jones)
- 1975: New York antwortet nicht mehr (The Ultimate Warrior)
- 1976: Der Mann, den sie Pferd nannten – 2. Teil (The Return of a Man Called Horse)
- 1977: Unheimliche Begegnung der dritten Art (Close Encounters of the Third Kind)
- 1978: Eisfieber (Ice Castles)
- 1979: 1941 – Wo bitte geht’s nach Hollywood (1941)
- 1981: Jäger des verlorenen Schatzes (Raiders of the Lost Ark)
- 1982: Poltergeist
- 1983: Unheimliche Schattenlichter (Twilight Zone: The Movie)
- 1984: Indiana Jones und der Tempel des Todes (Indiana Jones and the Temple of Doom)
- 1984: Der Liebe verfallen (Falling in Love)
- 1985: Die Goonies (The Goonies)
- 1985: Die Farbe Lila (The Color Purple)
- 1986: Wisdom – Dynamit und kühles Blut (Wisdom)
- 1988: Eine verhängnisvolle Affäre (Fatal Attraction)
- 1988: Das Reich der Sonne (Empire of the Sun)
- 1988: Arthur 2 – On the Rocks
- 1989: Indiana Jones und der letzte Kreuzzug (Indiana Jones and the Last Crusade)
- 1989: Always – Der Feuerengel von Montana (Always)
- 1990: Arachnophobia
- 1991: Boy Soldiers (Toy Soldiers)
- 1991: Hook
- 1993: Überleben! (Alive)
- 1993: Jurassic Park
- 1993: Schindlers Liste (Schindler’s List)
- 1995: Casper
- 1996: Twister
- 1997: Vergessene Welt: Jurassic Park (The Lost World: Jurassic Park)
- 1997: Amistad
- 1998: Der Soldat James Ryan (Saving Private Ryan)
- 1999: Das Geisterschloss (The Haunting)
- 2000: Wild Christmas (Reindeer Games)
- 2001: A.I. – Künstliche Intelligenz (Artificial Intelligence: AI)
- 2002: Minority Report
- 2002: Catch Me If You Can
- 2003: Lara Croft: Tomb Raider – Die Wiege des Lebens (Lara Croft Tomb Raider: The Cradle of Life)
- 2003: Peter Pan
- 2004: Lemony Snicket – Rätselhafte Ereignisse (Lemony Snicket’s A Series Of Unfortunate Events)
- 2005: Krieg der Welten (War of the Worlds)
- 2005: München (Munich)
- 2006: 10 Items or Less – Du bist wen du triffst (10 Items or Less)
- 2008: Die Geheimnisse der Spiderwicks (The Spiderwick Chronicles)
- 2008: Indiana Jones und das Königreich des Kristallschädels (Indiana Jones and the Kingdom of the Crystal Skull)
- 2009: Horsemen
- 2010: Prince of Persia: Der Sand der Zeit (Prince of Persia: The Sands of Time)
- 2011: Pirates of the Caribbean – Fremde Gezeiten (Pirates of the Caribbean: On Stranger Tides)
- 2012: Lincoln
- 2015: Bridge of Spies – Der Unterhändler (Bridge of Spies)
- 2016: BFG – Big Friendly Giant (The BFG)
- 2017: Die Verlegerin (The Post)
- 2018: Ready Player One
- 2021: West Side Story
- 2022: Die Fabelmans (The Fabelmans)